# Daniel Oren

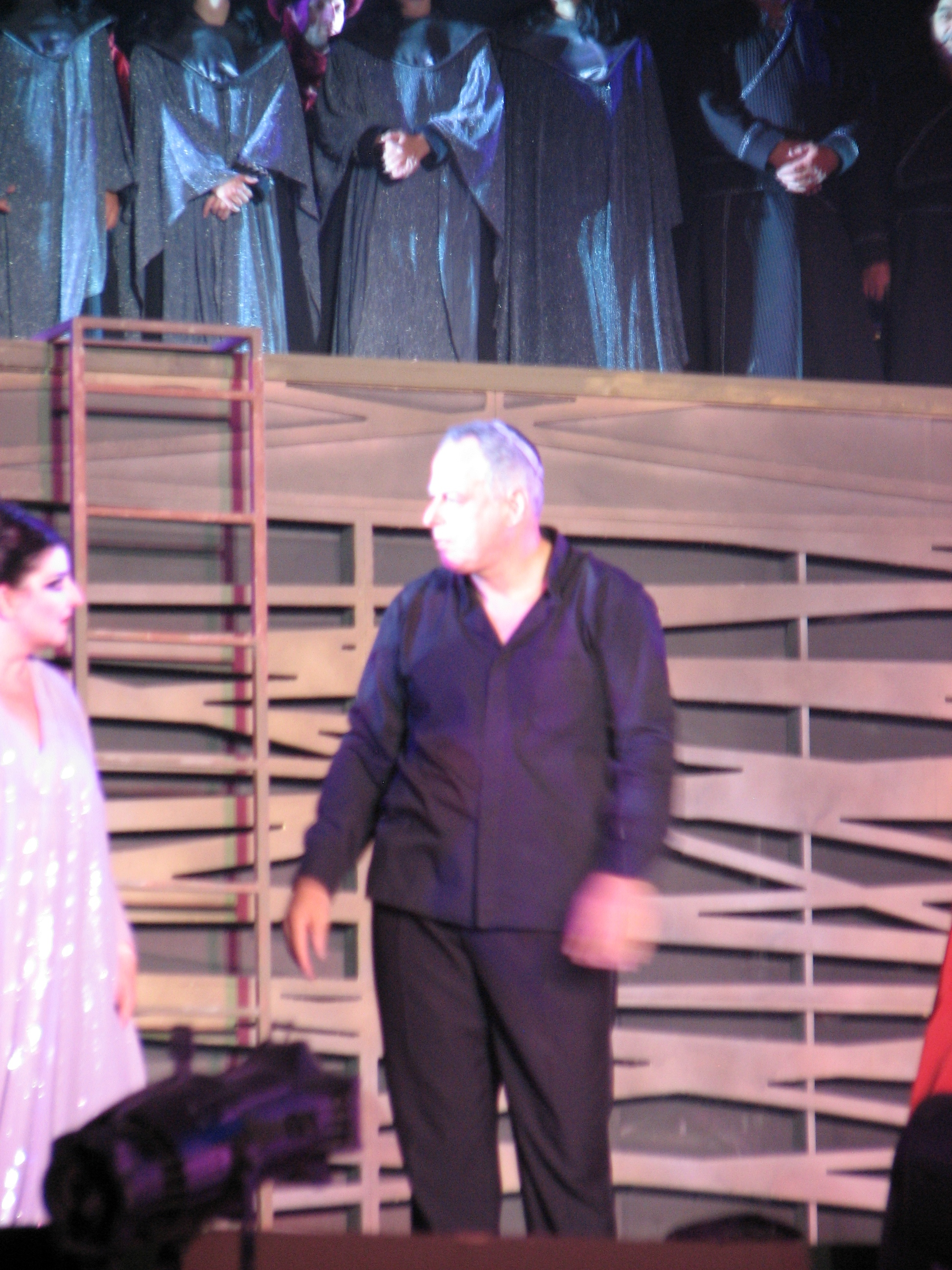
Daniel Oren

Daniel Oren (hebräisch דניאל אורן, * 1955 in Jaffa) ist ein israelischer Dirigent.
Oren hatte in seiner Jugend eine Klavier-, Cello- und Gesangsausbildung und sang dreizehnjährig das Knabensolo in einer israelischen Fernsehproduktion von Leonard Bernsteins Chichester Psalms. Er studierte in Deutschland und gewann 1975 den Ersten Preis beim internationalen Herbert-von-Karajan-Wettbewerb. Ab 1978 arbeitete er in den USA und wurde dann Dirigent am Teatro dell’Opera di Roma. Hier entstand 1990 unter seiner Leitung eine Live-Aufnahme von Giacomo Puccinis Tosca mit Luciano Pavarotti und Raina Kabaivanska.
Er arbeitete als Gastdirigent an der Metropolitan Opera, der Covent Garden Opera, der Wiener Staatsoper und Opernhäusern in San Francisco, Houston, Buenos Aires, Paris, Verona und Tel Aviv und Tokio, dirigierte Sinfonieorchester wie die Berliner Philharmoniker, das Israel Philharmonic Orchestra und das Münchner Rundfunkorchester und arbeitete bei Opernaufführungen mit Sängern wie Ghena Dimitrova, Fiorenza Cedolins, Marcelo Álvarez und Ruggero Raimondi. 2014 wurde er Nachfolger von David Stern als Leiter der Israeli Opera in Tel Aviv.